# دس هارلوک
دس هارلوک (انگلیسی: Des Harlock؛ ۲۰ دسامبر ۱۹۲۲ – ۶ آوریل ۱۹۸۱) بازیکن فوتبال  اهل بریتانیا بود.
از باشگاه‌هایی که در آن بازی کرده‌است می‌توان به باشگاه فوتبال ترانمره راورز، باشگاه فوتبال لیورپول، و باشگاه فوتبال استافورد رانجرز اشاره کرد.